# Hartwig Jourdan
Hartwig Jourdan (* 14. November 1966 in Darmstadt) ist ein deutscher Politiker (CDU). Er ist seit 2025 Abgeordneter im Hessischen Landtag.

## Leben
Jourdan ist Landwirtschaftsmeister und lebt in Darmstadt-Wixhausen.

## Politik
Jourdan ist Mitglied der CDU. Er ist seit 1997 Mitglied der Stadtverordnetenversammlung von Darmstadt, wo er ab 2011 sechseinhalb Jahre lang die CDU-Fraktion führte.
Bei den Landtagswahlen in Hessen 2013 und 2018 kandidierte er jeweils als Ersatzkandidat von Irmgard Klaff-Isselmann.
Bei der Landtagswahl 2023 kandidierte Jourdan im Wahlkreis Darmstadt-Stadt I und auf Platz 45 der CDU-Landesliste, verfehlte jedoch zunächst den Einzug in den Landtag. Er rückte am 2. April 2025 für Jan-Wilhelm Pohlmann in den Landtag nach.